# Zoran Janjetović

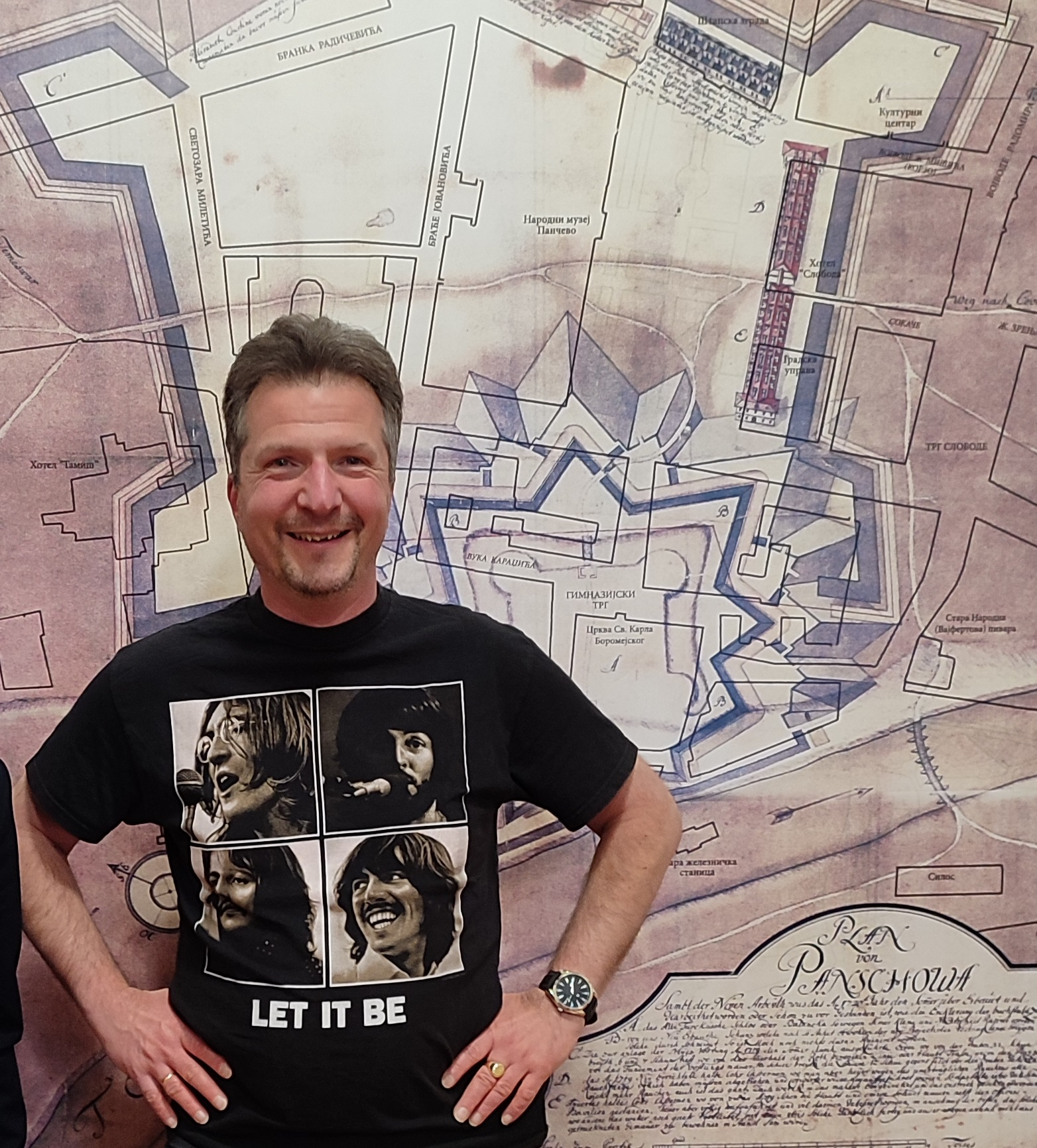
Zoran Janjetović, 2023

Zoran Janjetović (* 7. Oktober 1967 in Zagreb) ist ein serbischer Historiker.

## Leben und Werk
Janjetović besuchte bis 1986 ein Gymnasium in Belgrad. Von 1987 bis 1993 studierte er an der Fakultät für Philosophie und Geschichte der Universität Belgrad, wo er 2004 auch promoviert wurde. Seit 1995 ist er leitender Wissenschaftler der geschichtlichen Forschung am Institut za noviju istoriju Srbije (deutsch : Institut für Neuere Geschichte Serbiens) in Belgrad. Zu seinem Arbeitsgebiet gehören die nationalen Minderheiten im ehemaligen Jugoslawien, insbesondere die Jugoslawiendeutschen, die Diplomatie nach dem Zweiten Weltkrieg, sowie die Sozialgeschichte Serbiens und Jugoslawiens während und nach dem Zweiten Weltkrieg.
Janjetović organisierte Dialoge kroatischer und serbischer Historiker für die Friedrich-Naumann-Stiftung für die Freiheit, forschte für einige Zeit im Ausland, partizipierte an drei internationalen Geschichtsprojekten und nahm an über vierzig Konferenzen teil. Er spricht Deutsch und Englisch, darüber hinaus liest er Italienisch, Französisch, Slowenisch und Mazedonisch.

## Publikationen
- Between Hitler and Tito. The Disappearance of the Vojvodína Germans (deutsch : Zwischen Hitler und Tito. Das Verschwinden der Deutschen aus der Vojvodína). Belgrad 2005, ISBN 86-906811-0-8, 346 S.
- Deca careva, pastorčad kraljeva. Nacionalne manjine u Jugoslaviji 1918–1941 (deutsch : Kinder von Kaisern, Stiefkinder von Königen: eine nationale Minderheit in Jugoslawien, 1918–1941). INIS, Belgrad 2005, ISBN 86-7005-043-9, 457 S.
- Od Auschwitza do Brijuna: pitanje odštete žrtvama nacizma u jugoslavensko-zapadnonjemačkim odnosima (deutsch : Von Auschwitz nach Brijuni: Frage der Entschädigung der Opfer des Nationalsozialismus in den westdeutschen und jugoslawischen Beziehungen). Srednja Europa Zagreb, 2007, ISBN 953-6979-41-1, 196 S.
- Nemci u Vojvodini (deutsch : Die Deutschen in der Vojvodina). INIS, Belgrad 2009, ISBN 86-7005-073-0, 138 S.

Janjetović veröffentlichte über siebzig Artikel, davon etwa die Hälfte im Ausland. Es folgt eine Auswahl der deutschsprachigen Publikationen:
- AVNOJ – Ein historischer Rückblick. In: Mitteilungen für die Donauschwaben, L, 12, 2004, S. 7, ISSN 1611-955X.
- Ethnopolitik und Föderalismus in Jugoslawien nach dem Zweiten Weltkrieg. In: Alexander Rubel, Alexandru Zub (Hrsg.): Südost-Europa im 20. Jahrhundert: Ethnostrukturen, Identitäten und Konflikte. Iaşi, Constanța 2004, S. 181–187.
- Ethnische und regionale Identitäten in der Vojvodina. In: Allgemeine Deutsche Zeitung für Rumänien, XIII, 3092, 15. März 2005, S. 3.
- Die Donauschwaben und Serben – ein Überblick ihrer Beziehungen 1. In: Katscher Nachtkrapp, XXI, 63, S. 10–12; 64, S. 3–6.
- Die offizielle Geschichtsschreibung über die Volksdeutschen im ehemaligen Jugoslawien und heutigen Serbien-Montenegro im Spiegel der letzten 60 Jahre – 1. Teil. In: Mitteilungen für die Donauschwaben, LI, 6, 2005, S. 5–6.
- Die Opferzahlen der Deutschen in Jugoslawien im Spiegel zwei großen Dokumentationsammlungen: ein Blick. In: Josef Wolf (Hrsg.): Zbornik radova u izdanju, Institut für donauschwäbische Geschichte und Landeskunde, Tübingen 2001.
- Devisen statt Entschädigung. Die Wiedergutmachungverhandlungen zwischen der Bundesrepublik und Jugoslavien. In: Hans Günter Hockerts, Claudia Moisel, Thobias Winstel (Hrsg.): Grenzen der Wiedergutmachung. Die Entschädigung für die NS-Verfolgte in West- und Osteuropa, Göttingen 2006, S. 583–616.
- Die Donauschwaben in der Vojvodina und der Nationalsozialismus. In: Mariana Hausleitner, Harald Roth (Hrsg.): Der Einfluss von Faschismus und Nationalsozialismus auf Minderheiten Ostmittel- und Südosteuropa, IKGS Verlag, München 2006, ISBN 3-9809851-1-3, S. 219–235.
- Die Politik gegenüber der deutschen Minderheit in Jugoslawien in den ersten zehn Jahren nach dem Zweiten Weltkrieg. In: Walter Engel (Hrsg.): Das Banat. Klartext, Essen 2006, S. 163–172.
- Kosovo – Das „Heilige Land der Serben“. In: Bernhard Chiari, Agilolf Keßelring (Hrsg.): Wegweiser zur Geschichte: Kosovo. Ferdinand Schöningh, Paderborn / München / Wien / Zürich 2006
- Das Bild Österreichs in Jugoslawien 1918–1955. In: Klaus Koch, Walter Rauscher, Arnold Suppan, Elisabeth Vyslonzil (Hrsg.): Von Saint Germain zum Belvedere. Österreich und Europa 1919–1955. Oldenbourg Wissenschaftsverlag, München 2007, S. 211–220.
- Von  öffiziösen Darstellung zum offenen Dialog. In: Spiegelungen, LIII, 1, 2008, S. 30–39.
- Die ungarische Minderheit in Jugoslawien 1944–1956. In: Mariana Hausleitner (Hrsg.): Vom Faschismus zum Stalinismus. Deutsche und andere Minderheiten in Ostmittel- und Südosteuropa 1941–1953. Institut für deutsche Kultur und Geschichte Südosteuropas, München 2008, S. 157–164.
- Der wirtschaftliche Wettbewerb zwischen Deutschen und Serben in den Werken von Radoslav Marković (1865–1948). In: Karl-Peter Krauss (Hrsg.): Agrarreformen und ethnodemographische Veränderungen. Südosteuropa vom ausgehenden 18. Jahrhundert bis in die Gegenwart. Franz Steiner Verlag, Stuttgart 2009, S. 135–149.